# Orchestre régional Bayonne-Côte basque
L’orchestre régional Bayonne-Côte basque est un ensemble orchestral français, financé par le ministère français de la Culture, le conseil général des Pyrénées-Atlantiques et le conseil régional de Nouvelle-Aquitaine.
Il a été fondé le 1er janvier 1975. Il bénéficie de nombreux partenariats, en particulier celui du conservatoire à rayonnement régional Maurice Ravel, dont les enseignants sont également musiciens de cet orchestre, ainsi que de la Scène nationale et de nombreuses écoles environnantes.
De nombreux artistes et chefs d'orchestre s'y sont succédé parmi lesquels les chefs d'orchestre Frédéric Lodéon, Jean-Claude Malgoire, Marco Parisotto, Vincent Barthe, Philippe Forget, Benjamin Levy qui en est actuellement le premier chef invité, et les solistes Anne Gastinel, Olivier Chauzu, François-Frédéric Guy, Jérôme Pernoo, David Grimal, Jean-François Heisser, Emmanuelle Bertrand et Philippe Quint.